# روي نيل
روي نيل (بالإنجليزية: Roy Neal)‏ هو منتج تلفزيوني وصحفي أمريكي، ولد في 30 مايو 1921 في فيلادلفيا في الولايات المتحدة، وتوفي في 15 أغسطس 2003 في هاي بوينت في الولايات المتحدة.